# L'Aquitaine (train)
Pour les articles homonymes, voir L'Aquitaine.
L'Aquitaine était un Trans-Europ-Express (donc uniquement en première classe) qui reliait Paris-Austerlitz à Bordeaux-Saint-Jean, de 1971 à 1984. Exploité par la SNCF, l'Aquitaine devient un rapide à deux classes à compter du 3 juin 1984 jusqu'à sa disparition le 29 septembre 1990, lors de la mise en service du TGV Atlantique sur sa LGV-Atlantique.
Ce train porte le nom de l'Aquitaine, ancienne région française dont Bordeaux était la capitale.

## Parcours et arrêts

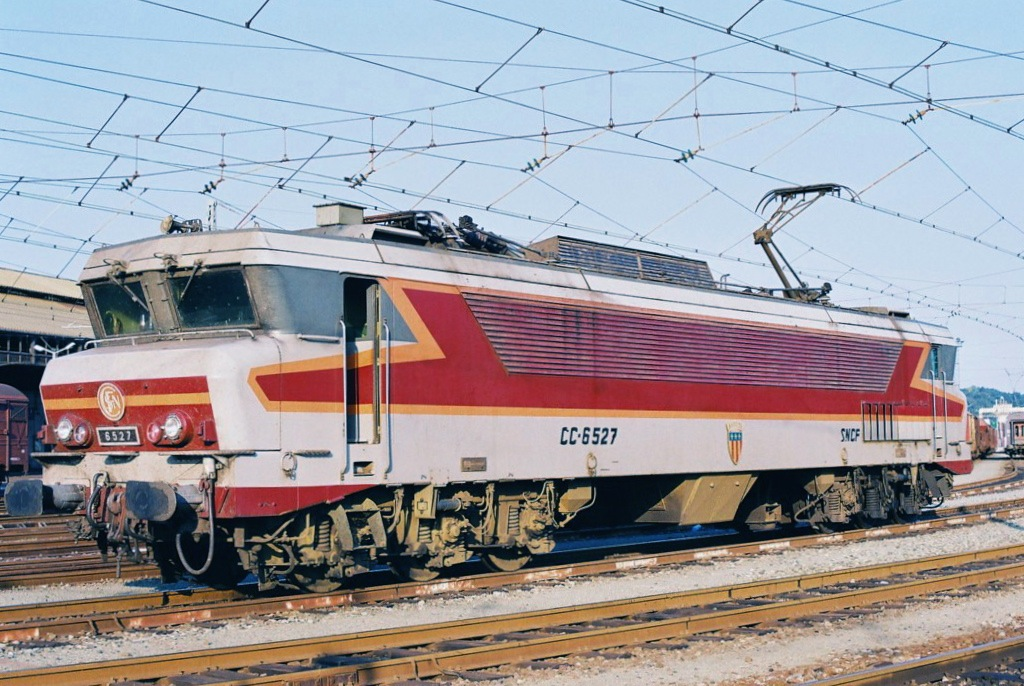
La CC 6527 stationnée à Pau en 1986.

- 23 mai 1971 Paris - Bordeaux. (Le parcours est effectué sans arrêt dans le sens impair). En sens pair arrêts à Angoulême et Poitiers. Ne circule pas les samedis dans le sens impair, dimanches et fêtes dans le sens pair, ainsi qu'en haute saison d'été[3].
- 3 juin 1973 circule de la mi-juillet jusqu'au premiers jours de septembre avec cependant une mise en marche hebdomadaire : chaque vendredi pour le TEE 1 et chaque lundi au retour en ce qui concerne le numéro 2[4].
- 29 septembre 1974 pour les mêmes raisons que l’Étendard la rame est inversée avec le fourgon générateur placé en tête au départ de Paris afin de changer celui-ci en cas défaillance et de même en queue dans l'autre sens à Bordeaux[3].
- 28 septembre 1980 Arrêt à Angoulême dans le sens impair également[5].
- 31 mai 1981 Arrêts à Poitiers dans le sens impair également et à Saint-Pierre des Corps dans le sens pair[6].
- 27 septembre 1981 Arrêt à Saint-Pierre-des-Corps dans le sens impair[7].
- 25 septembre 1983 le train fut prolongé jusqu'à Irun, les vendredis dans le sens impair et initié à Hendaye les samedis dans le sens pair, celui du soir ne circulait plus que du dimanche au jeudi tandis que sauf les jours fériés l'équivalent du matin ne fonctionnait également que du lundi au vendredi[8].
- 3 juin 1984 TEE supprimé[3].

| TEE 1 | Pays   | Gare             | km  | TEE 2 |
| ----- | ------ | ---------------- | --- | ----- |
| 17:55 | France | Paris Austerlitz | 0   | 11:25 |
| **:** | France | Poitiers         | 335 | 09:04 |
| **:** | France | Angoulême        | 449 | 08:17 |
| 21:55 | France | Bordeaux         | 584 | 07:15 |

## Numérotation
- TEE 1-2[3]
- Rapide 1ère et 2de Classe 181-182[2]

## Matériel
- 23 mai 1971 Voitures TEE SNCF, type Grand Confort, 1 jeu comprenant : 1 A4Dt, 2 A8tu, 4 A8u, 1 A3rtu, 1 Vru. Composition renforcée d'une A 8u, d'abord les vendredis dans le sens Paris-Bordeaux, puis également les lundis en sens inverse ; ensuite augmentée de 1 A8tu, + 1 A8u ces mêmes jours[3].
- 26 mai 1974 Composition renforcée d'une A8u également les lundis également dans le sens Bordeaux - Paris[3].
- 1er juin 1975 Composition portée à 11 voitures ces mêmes jours avec une A8tu supplémentaire[3].
- 26 septembre 1975 Les voitures de forcement circulent les jeudis et vendredis dans le sens impair, et les vendredis et lundis au retour[3].
- Restauration assurée par la CIWLT[3].

## Histoire
L'Aquitaine a été lancé en avant-première le 16 mai 1971 dans le cadre d'une publicité en direct avec l'ORTF par ce nouveau train baptisé "Aquitaine 200", mais officiellement une semaine après le 23 à l'occasion du service d'été, en miroir à  l'Étendard, un autre train nommé lancé en 1968 sur le même parcours mais dans la direction opposée (Bordeaux - Paris le soir, Paris - Bordeaux le matin, ). L'Aquitaine était dès son lancement un train Trans-Europ-Express (TEE). Quelques mois plus tard, l'Étendard devint à son tour un TEE, faisant de Paris - Bordeaux une des rares liaisons assurées par deux TEE.
L'Aquitaine empruntait les 579,3 km de la ligne de Paris-Austerlitz à Bordeaux-Saint-Jean de bout en bout. Le train était initialement sans arrêt de Paris-Austerlitz à Bordeaux-Saint-Jean, trajet qu'il parcourait, à l'origine, en quatre heures pile, ramenées à 3h49, ce qui en fit alors le train le plus rapide d'Europe.
L'Aquitaine, comme les autres TEE, était destiné à la clientèle d'affaires, ce qui explique qu'il ne comprenait que des voitures de première classe. 
Les arrêts supplémentaires ne parvinrent pas à compenser la baisse de la fréquentation du train, liée notamment à la concurrence aérienne. 
Quelques années plus tard, au service d'été 1984, l'Aquitaine fut rabaissé au statut de rapide à deux classes numéros 181/180. Le dernier TEE Aquitaine roula le 2 juin 1984 dans le sens impair tout comme son miroir de sens pair l'Etendard,.
Le train continua de circuler jusqu'à la fin du service d'été 1990, quand il fut supprimé au profit de rames TGV Atlantique profitant de la ligne à grande vitesse Atlantique tout juste mise en service.

## Modélisme ferroviaire
En HO, un coffret de la marque Jouef dans sa collection Prestige sort de 1973 à 1976 sous deux références.
En N, les voitures grand confort TEE sous deux teintes ainsi que les 1ères et 2nde Classes avec les locomotives CC 6500 sortent chez MINITRIX.
Quelques artisans sortent la plaque frontale de celui-ci.

## Sources
- (en) Cet article est partiellement ou en totalité issu de l’article de Wikipédia en anglais intitulé « Aquitaine (train) » (voir la liste des auteurs).

1. ↑  Livrets de marche des trains Réseau Sud-ouest, Paris, SNCF, dimanche 23 mai 1971 au samedi 2 juin 1984
2. 1 2 3  Livrets de marche des trains Réseau Sud-Ouest, Paris, SNCF, dimanche 3 juin 1984 au samedi 29 septembre 1990
3. 1 2 3 4 5 6 7 8 9 10 11  Maurce Mertens (préf. Bernard Porcher, ill. Michel Lamarche, photogr. Vie du rail, Yves Broncard et Maurice Mertens), Les TRANS EUROP EXPRESS, Paris, La vie du rail, coll. « Histoire et Technique », 1er trimestre 1986, 240 p. (ISBN 2-902808-21-6), chap. SECONDE PARTIE (« LES TRAINS TEE »), p. 185 à 188
4. ↑  Livrets de marche des trains à compter du service d'été, Paris, SNCF, 3 juin 1973
5. ↑  Fiche horaire Paris - Bordeaux, Paris, SNCF, 28 septembre 1980
6. ↑  Fiche horaire Paris - Bordeaux, Paris, SNCF, 31 mai 1981
7. ↑  Fiche horaire Paris - Bordeaux, Paris, SNCF, 27 septembre 1981
8. 1 2  Livret de marche des trains Réseau Sud-Ouest, Paris, SNCF, 25 septembre 1983
9. 1 2  (en) Thomas Cook Continental Timetable, Peterborough, Royaume-Uni, Thomas Cook Publishing, mai-juin 1984, p. 64, 132–133 et 493–494.
10. ↑  Les trains Jouef (lire en ligne)